# إسماعيل بن سعد العتيق
إسماعيل بن سعد بن عَتِيق (1357- 1446 هـ / 1938- 2024 م) عالم وداعية سعودي، مؤرِّخ ورحَّالة. له رحلات دعوية لأقطار الدنيا زار فيها أكثر من 60 دولة، ودوَّن الكثير من أخبار رحلاته ومن لقي فيها من أعلام، وكتب في سير العلماء وأحوالهم، وأورد أخبارًا نادرة عزيزة. وهو سلفي المنهج مع قربه من جماعة التبليغ والدعوة، ومشاركته لهم في نشاطاتهم الدعوية.

## ولادته وتحصيله

إسماعيل بن سعد العتيق في باكستان عام 1381هـ/ 1962م

ولد إسماعيل بن سعد بن إسماعيل بن حمد بن علي بن محمد بن عَتِيق بن راشد بن حميضة، في قرية أمِّه الخماسين في وادي الدواسر، عام 1357هـ/ 1938م، لأب من قرية اللدام في وادي الدواسر أيضًا. وأمُّه هي بنت مبارك بن عبد الله بن خليفة. افترق والداه وهو رضيع ابن ثمانية أشهر، فعاش بين أخواله وجدَّته لأمِّه، وحظي برعاية خاله علي بن خليفة. تلقَّى مبادئ القراءة والكتابة في الكتاتيب على يد عمِّه عبد العزيز، وعلى الشيخ حمد بن عبد اللطيف بن حمد بن عَتيق.
ثم اصطحبه والده إلى الرياض عام 1367هـ، فنزل الأبُ في سكن الطلبة وانتظم بالدراسة على علماء الرياض، ومنهم الشيخ محمد بن إبراهيم. وأُلحقَ الابن بالتعليم في مدرسة محمد بن أحمد بن سنان، فتلقَّى فيها القرآن الكريم، وكانت القراءة بالمصحف الشريف إلى النصف من القرآن على مدار عام ونصف العام. ولم يكن التعليم النظامي قد شَمِلَ أحياء الرياض وأطرافها يومئذ.
وحين فُتحت المدرسة النظامية في وادي الدواسر عام 1369هـ، عاد إلى بلدته ودرس الصفين الثاني والثالث الابتدائي، وتوفي والده عام 1371هـ فقرَّر العودة إلى الرياض لمواصلة دراسته. درس على الشيخ محمد المَهدي الشِّنقيطي القرآن، وحفظ عليه أكثره في مسجده. واضطُرَّ إلى العمل لكسب لقمة العيش، فوُفِّق إلى ملازمة طالب علم ضرير كان يبحث عمَّن يرافقه ويقرأ عليه دروسه براتب شهري. وعلم بخبره الشيخ محمد بن إبراهيم آل الشيخ، ورقَّ له ليُتمه وفقره، وكان حينئذ في الثالثة عشرة من عمره، فاختاره مدرِّسًا لبناته الصغيرات في مدرسة قرآنية ببيته، مما جعله قريبًا من الشيخ فاستفاد منه وحضر مجالسه العلمية في شرح الآجُرُّومية وغيرها، ثم لازمه ملازمة وثيقة.
وفي عام 1373هـ التحق بالمعاهد العلمية التمهيدية ثم الثانوية. وفي أثناء دراسته بالمعهد العلمي سمع بالعالم الشيخ حافظ بن أحمد الحكمي، وأنه تُضرَب إليه أكباد الإبل، لتبحُّره في العلوم، وكان يدرِّس في مدرسة الشيخ عبد الله القرعاوي في صامطة في أقصى جنوبيِّ المملكة، فارتحل إليه قاطعًا أكثر من ألف ميل، ولكنه لم يطِب له المقام هناك، فقرأ على الشيخ أقلَّ من شهر. ثم مضى إلى القصيم فزار الشيخ عبد الرحمن ابن سِعْدي في عُنَيزة ونزل في داره خمسة عشر يومًا، واستشاره في أمر تحصيله العلمي، فأشار عليه أن يلتحقَ بعلماء بُرَيدة، وأن ينتظم في مدارس الشيخ عبد الله بن حميد، والشيخ صالح الخريصي، إضافة إلى دراسته في المعاهد العلمية في بريدة، فأمضى فيها ثلاث سنين من 1376 إلى 1378هـ عامرةً بطلب العلم على الشيخين وغيرهما من علمائها كالشيخ علي البراهيم المشيقح.
ثم عاد إلى الرياض وتابع دراسته الجامعية في كلية الشريعة بالرياض (جامعة الإمام فيما بعد)، فحصل على الإجازة (بكالوريوس) عام 1384هـ، ليكون بذلك أولَ طالب من أبناء وادي الدواسر يتخرَّج فيها. ويُعَدُّ ابن عَتيق من خاصَّة الشيخ محمد بن إبراهيم، والشيخ عبد العزيز بن باز، وملازمتُه لهما جعلته كثيرَ العناية بشؤون العلم والتعليم والدعوة.

## شيوخه
أخذ عن عدد من العلماء والشيوخ من أبرزهم:
- محمد بن إبراهيم آل الشيخ، لازمه وقرأ عليه في عدد من العلوم.
- حافظ بن أحمد الحكَمي، قرأ عليه مدة يسيرة.
- عبد الله ابن حميد، قرأ عليه في التوحيد والعقائد، ومتون النحو: الآجُرُّومِيَّة، وقطر الندى، وشرح الألفية.
- صالح الخريصي، قرأ عليه في الفقه والتوحيد.
- علي البراهيم المشيقح، قرأ عليه في علوم الحديث.
- عبد العزيز ابن باز، لازمه وانتفع به.
- عبد الرحمن بن سِعْدي، كان يتردد إليه ويستفيد من علمه وتوجيهه.
- وجالس بعض كبار العلماء.

## أعماله ونشاطاته
بدأ ابن عَتيق رحلة العمل الوظيفي عام 1385هـ واستمرَّت اثنين وثلاثين عامًا إلى 1417هـ، عمل مدَّة قصيرة في القضاء ثم استعفى، ورُشِّح لقضاء محكمة بني سعد في الطائف، ولكنه لم يباشر العمل واعتذر. وتولَّى أعمالًا إدارية في دار الإفتاء منها مسؤول مراقبة المطبوعات. ثم عُيِّن مديرًا مساعدًا للدعوة، ومديرًا عامًّا للتفتيش، ومسؤولًا عن الشؤون الدعوية في رئاسة إدارات البحوث العلمية والإفتاء، وباحثًا علميًّا فيها. وبعد تقاعده عمل في مؤسسة الحرمين الخيرية مدَّة خمس سنوات إلى نحو عام 1423هـ، حرَّر في عمله الأخير مئات الإجابات على المراسلات، بلغت أربعين مجلدًا، في كل مجلد مئتا جواب.
وحمل همَّ الدعوة في المملكة، وبرز ذلك في نشاطه الدعوي المِنبَري والكتابي، والخطابة في المساجد يوم الجمعة، وقد صلَّى إمامًا وخطيبًا بالملك فيصل بن عبد العزيز في جامع المربَّع عدَّة سنوات، وكان الملك يحبُّه ويقدِّره. واهتمَّ أيضًا بالدعوة خارج البلاد، وكان مسؤولًا عن شؤون الدعوة تحت إدارة الشيخ المفتي ابن باز، وكان عمله الوظيفي يتطلَّب منه التواصل مع المؤسسات والأفراد، فجاب القارَّات الخمس وأعان الدعاة، وتصدَّى لكتابة سير كثير من العلماء، وكان يسعى في تقريب وجهات النظر بين علماء المملكة وعلماء البلاد الإسلامية الأُخرى، بما يجعلهم أقربَ لبلاده ومنهجها، واتبع في رحلاته منهجَ التقارب مع أهل البلاد الأُخرى في اللباس والشؤون الدنيوية التي لا مخالفة شرعية فيها، رغبةً منه في أن يقبَلوا منه ويُقبِلوا عليه.
واهتمَّ من وقت مبكِّر بالكتابة والتأليف والتحرير والمراجعة، وتبنَّى مشروع إحياء السنَّة وإماتة البدعة في ثلاث سلاسل من الكتب، هي: (التراث الإصلاحي في العقيدة والشريعة)، و(عيون الرسائل والمسائل) مصحِّحًا ومراجعًا، و(أعلامنا في سجل التاريخ) جمعًا وتأليفًا، أصدر منها تراجم ستة أعلام. وعُني عنايةً خاصة بإحياء مآثر أسرته آل عَتِيق، فجمع سيرهم ورسائلهم وفتاواهم، من ذلك رسائل وفتاوى الشيخ حمد بن عتيق، ورسائل وفتاوى الشيخ سعد بن حمد بن عَتِيق، وطَبع للأخير كتابَه "نيل المُراد بنظم متن الزاد".
وكان ابن عَتيق ينظم الشعر، وقد بدأ به وهو طالب في المعهد العلمي في بريدة، فحين زار الملك سعود بريدة عام 1377هـ، نظم قصيدة في مدحه، ألقاها بحضور شيخه عبد الله بن حميد. وأنشد من شعره أمام حاكمَي البحرين الشيخ سلمان بن حمد آل خليفة، والشيخ عيسى بن سلمان آل خليفة، وأنشد أيضًا في قطر. وكان يكتب الشعر في رثاء العلماء، وفي وصف بعض زياراته للمسلمين، وهو من الشعراء الذين رثَوا أنفسَهم في شعرهم. وقد تخيَّر من أشعاره ما جعله في ديوان مطبوع.
وممَّا عُرف به حبُّ المراسلة على مدار ثلاثين عامًا، وقد اجتمع له في سِجِلِّ محفوظاته (أرشيفه) ثلاثة مجلدات من المراسلات الواردة إليه. واشَتَهر بكثرة العبادة، والمواظبة على وِرده القرآني اليومي، والتواضع والسماحة مع الطلبة ومحبة نفع الآخرين. وبقي منقطعًا للتدريس والكتابة والتأليف إلى أواخر عمره، وكانت له دروسٌ بعد العصر في منزله في حي الشفاء كل يوم عدا الجمعة والسبت، إلى قريب وفاته. وانتفع به عشرات الطلاب، منهم د. بدر بن علي العتيبي، قرأ عليه في التوحيد والنحو وغير ذلك، وعبد الإله بن عثمان الشايع، وفلاح المطيري.

## مكتبته الخاصة
شُغفَ ابن عَتيق بالكتب والمكتبات فافتتح مكتبةً ودار نشر بالرياض باسم "دار الهداية"، ونشر فيها قرابة 80 كتابًا في العلم والدعوة والتوحيد من مؤلفات أئمَّة الدعوة ورسائلهم. وجمع مكتبة كبيرة خاصَّة فيها من نفائس الكتب والمخطوطات والوثائق، وقد آثر أن يوقفَ ما فيها على دارة الملك عبد العزيز، منها 120 مخطوطًا في علم التوحيد والحديث والدعوة الإصلاحية والتاريخ والأدب وغيرها، وبعضها من تأليف علماء وطلبة علم من أسرة العتيق المشهود لها بالعلم والقضاء وخدمة العلوم الشرعية تعليمًا وتأليفًا. وأهدى إلى الدارة أيضًا وثيقتين تاريخيتين، ونسخة من منظومة وقعة الدرعية. وأهدى لهيئة كبار العلماء قرابة ألف كتاب أيضًا.
وقد وصل إليه كتابُ شكر في رجب 1434هـ الموافق مايو 2013م، من وليِّ العهد حينئذٍ الأمير سلمان بن عبد العزيز (الملك حاليًّا)، تقديرًا لمبادرته الطيبة بوقف مكتبته الخاصَّة على الدارة، لتُتاح لطلبة العلم والباحثين، وليتسنَّى حفظها وَفقَ أحدث الوسائل، وصيانتها باستمرار، وجعلها تحت اسمه الشخصي ضمن المجموعات الخاصَّة في الدارة. شاكرًا له اهتمامَه بما يخدم التاريخ الوطني السعودي.
وأثنى الأمين العام لدارة الملك عبدالعزيز الدكتور فهد بن عبد الله السماري على هذه المبادرة، وقال: إنها خطوة واعية ونبيلة من الشيخ إسماعيل بن سعد العتيق، نقدِّر فيها حبَّه للعلم والعلماء ومصادرهما التاريخية ومآثرهما الفكرية، وهي تفاعلٌ كريم منه مع الرسالة الوطنية للدارة بحفظ تراث الجزيرة العربية العلمي، والإرث الفكري للمملكة العربية السعودية، خاصة أن مكوِّنات مكتبته زاخرة بكل العلوم، وبمصادرَ تاريخية ذات قيمة علمية لا يعادلها في القيمة إلا رغبته النبيلة في المحافظة على المصادر التاريخية، وخدمة الحركة البحثية العلمية، حول تاريخ العلوم الإسلامية والتاريخ عمومًا.

## آثاره

### مؤلفاته
1. مذكرات وذكريات: ستون عامًا في سبع وخمسين دولة، في أربعة أجزاء.
2. جولة في إحدى وعشرين دولة آسيوية، في جزأين.
3. أربعون يومًا في ألبانيا.
4. حقائق في مِرآة الزمان: صور من حياة الكاتب وأعماله الميدانية (وهو سيرته الذاتية).
5. المَكنون الذي قُدِّر له أن يكون (دقائق من حياته، وتفاصيل من سيرته).
6. كذا كان أبي (في سيرة والده).
7. إفراغ ما في الذاكرة عن الأبوَين وأبوَيهما (في سيرة أبيه وأمِّه وجدَّيه).[9]
8. تحرير المراسلة لمن يعرفني وأعرفه في اثنتين وثلاثين من السنين (1401- 1432هـ).
9. المسيرة الأسرية لآل عَتيق، في مجلدين.[7]
10. البحث المتناهي عن أخبار العَتيق بين الآمر والناهي.
11. الشيخ حمد بن عتيق في منظومة التاريخ.
12. التحقيق في معرفة أبناء الشيخ حمد بن عَتِيق.
13. هداية الطريق من رسائل وفتاوى الشيخ حمد بن علي بن عَتيق.
14. طلائع السَّعد في مناقب الشيخ سعد.
15. المجموع المفيد من رسائل وفتاوى الشيخ سعد بن عَتيق.
16. نظم العقيق في مراثي مشايخ آل عَتيق.
17. أعلام وعلماء عايشتهم (اشتمل على تراجم خمس وخمسين عالمًا).[10]
18. قطف الثمرة في رثاء علماء عشرة.
19. الشيخ محمد بن إبراهيم آل الشيخ حياته وآثاره، عُني بنشره عبد الإله بن عثمان الشايع.
20. الاختلاف والاتفاق بين الشيخين العلمَين العالمَين الشيخ محمد بن إبراهيم والشيخ عبد العزيز بن باز.
21. هذا هو العالم الشيخ صالح بن أحمد الخريصي رئيس محاكم القصيم سابقًا.
22. من رعاية الجِمال إلى رعاية الأجيال: حسين بن خليفة.
23. وَميضُ نار أم شُعاع في الغرب.
24. حوار مع القاديانية وجهًا لوجه.
25. إتحاف القاري بالمُختار من أشعاري.[11]
26. سلسلة أعلامنا في سجلِّ التاريخ: محمد بن سعود، عبد الله بن محمد، حمد بن معمر، محمد بن إبراهيم، عبد الله القرعاوي، صالح الخريصي.
27. معالم من سيرة عالم: الشيخ عبد اللطيف بن عبد الرحمن آل الشيخ، وأبنائه الثمانية، وأحفاده.[7]

### مقالاته
وبدأ بنشر المقالات في الصحف والمجلات في وقت مبكِّر، فنشر بواكير كتاباته في جريدة الشهاب اللبنانية عام 1387هـ، وواصل الكتابة والنشر في مجلة البلاغ الكويتية عن رحلاته ومشاهداته فيها، وفي مجلة الدعوة السعودية، ونشر في مجلة الدرعية وثائق ومعلومات اختصَّ بها قلمه. ومن آخر ما كان ينشر فيه من الصحف السعودية صحيفة الجزيرة، وصحيفة الرياض.

## قالوا عنه
وصفه زميله وصديقه على مدار أربعين عامًا الشيخ أبو إبراهيم عبد الكريم التركي قائلًا: «الشيخ إسماعيل بن عتيق من المشايخ الذين استوعبوا أوضاع المسلمين في مختلِف الدول، وكان ذا دراية بالمراكز والهيئات الدعوية، والفِرَق والطوائف. ويعرف أبرز العلماء والدعاة في كل بلد، ويتواصل معهم ويرتب لهم زيارات للمملكة. وكان يمضي شهورًا في بعض الدول؛ ففي نيجيريا قضى ٩ أشهر مبعوثًا ومعلِّما وموجهًا للمسلمين والدعاة. وكان لطيفًا مع العامَّة ويلبَس لباس أهل البلاد التي يزورها، ويجتهد في تعلُّم لغاتهم. وكان متصفًا بالتواضع في مسكنه وملبسه وسائر شؤونه، ومخالطًا للفقراء وأهل الحاجات، ويسعى في تيسير أمورهم، كريمًا مِضيافًا يفتح بابه كلَّ يوم بعد صلاة العصر لطلبة العلم وأهل الحاجات، وله دروسٌ يومية في علوم متنوِّعة منذ أكثر من ٣٠ سنة».

## تكريمه
كرَّمه الدكتور محمد المشوِّح في ندوته (ثلوثية محمد المشوِّح)، مساء الثلاثاء 27 صفر 1432هـ.

## وفاته
توفي الشيخ إسماعيل ابن عَتيق صباح يوم السبت 14 المحرَّم 1446هـ الموافق 20 يوليو (تَمُّوز) 2024م، وصُلِّي عليه بعد صلاة العصر بجامع الأمير فهد بن محمد بطريق الحائر، ودُفن في مقبرة جنوب الرياض (مقبرة المنصورية).

## وصلات خارجية
- رحلة الشيخ إسماعيل بن عتيق القصيم عام ١٣٧٦هجري
- تفاصيل وفاة الشيخ إسماعيل بن سعد العتيق عن عمر يناهز91عاما